# Chenab Bridge
Die Chenab Bridge ist eine im Juni 2025 eröffnete Eisenbahnbrücke über den Chenab im indischen Unionsterritorium Jammu und Kashmir. Die stählerne Bogenbrücke gehört mit einer Stützweite von 467 m zu den größten Bogenbrücken der Welt. Mit ihren 359 m über dem Flussbett (322 m über seinem Wasserspiegel) liegenden Gleisen ist sie die höchste Eisenbahnbogenbrücke der Welt.

## Geschichte
Am 14. August 2022 wurde der Brückenschluss gefeiert. Gleise, Oberleitungen und Signaltechnik wurden im Frühjahr 2023 verlegt. Die Inbetriebnahme des letzten Streckenabschnitts wurde für das Frühjahr 2024 erwartet. Dies verzögerte sich, im Juni 2024 wurde die Brücke erstmals probeweise befahren. Die Eröffnung der zunächst nur eingleisigen Brücke erfolgte am 6. Juni 2025 durch Premierminister Narendra Modi. 150 Menschen demonstrierten dabei für die Eigenständigkeit von Kaschmir.

## Beschreibung
Die Brücke ist Teil der 343 km langen Bahnstrecke Jammu–Baramulla im Abschnitt Katra–Banihal durch das Gebirge Pir Panjal, dem technisch schwierigsten Teil der Strecke, rund 20 km nördlich von Katra. Die Bahnstrecke verbindet den von Indien kontrollierten Teil des Kaschmirtals um Srinagar mit dem indischen Bahnnetz. Die Chenab Bridge ist insgesamt 1315 m lang und 13,5 m breit. Sie besteht aus einer 530 m langen Vorbrücke und der 715 m langen Hauptbrücke. Die Hauptbrücke mit dem Bogen und den Pfeilern S20-S40 sowie S50-S60 und der Fahrbahnträger der gesamten Brücke bestehen aus Stahl, die bereits früher ausgeführten elf Pfeiler S70-S170 sind aus Stahlbeton.
Der Bogen besteht aus zwei Rippen mit jeweils zwei Ober- und Untergurten, die durch diagonale Stäbe miteinander verbunden sind. Aus produktionstechnischen Gründen haben sie einen rechteckigen Hohlquerschnitt und sind untereinander mit Bolzen und Schraubverbindungen verbunden. Sie wurden nach der Montage mit Beton gefüllt. Wegen der ungleichen Geometrie der Talhänge steht das Widerlager auf der Katra-Seite etwas tiefer als das andere. Die Widerlager des Bogens sind 50 m breit und 40 m hoch. Die Hänge oberhalb der Widerlager mussten zuvor aufwendig mit Felsankern stabilisiert werden. Die beiden Hälften des Bogens wurden mit Abspannungen im Freivorbau ausgeführt. Die Einzelteile wurden mit einem Kabelkran angeliefert, der von großen Doppelstützen zu beiden Seiten des Bogens getragen wird. Auf den Seilen des Kabelkrans liefen zwei Traversenkräne der Seik GmbH aus Truden in Südtirol mit einer Nutzlast von je 20 t.
Der Fahrbahnträger hat an der Oberseite eine durchgehende Stahlplatte, die in einer Montagehalle am Beginn der Brücke abschnittsweise hergestellt und anschließend eingeschoben wurde. Auf ihr werden die beiden Gleise mit indischer Breitspur (1676 mm) fixiert.

## Planer und Bauunternehmen
Die Brücke wurde von WSP Finnland geplant. Leonhardt, Andrä und Partner waren deren Subunternehmer für den Entwurf des Brückenbogens. Generalunternehmer war die staatliche Konkan Railway Corporation. Diese beauftragte mit der Bauausführung das Joint-venture Chenab Bridge Project Undertaking (CBPU), bestehend aus dem indischen Unternehmen Afcons Infrastructure (Tochterfirma der von Pallonji Mistry gegründeten indischen Shapoorji Pallonji Group), der südkoreanischen Ultra Construction & Engineering Company (heute als Hoban Industrial Teil des koreanischen Firmenkonglomerats Hoban Group) und VSL India (Tochterfirma von VSL International, Teil des französischen Baukonzerns Bouygues).